# Pier Luigi Della Torre
Pier Luigi Della Torre (Sannazzaro de' Burgondi, 16 giugno 1887 – Treviglio, 20 agosto 1963) è stato un chirurgo italiano.
Studioso e cattedratico è stato uno dei pionieri della neurochirurgia italiana con operazioni sul cervello mediante trapanazione cranica.

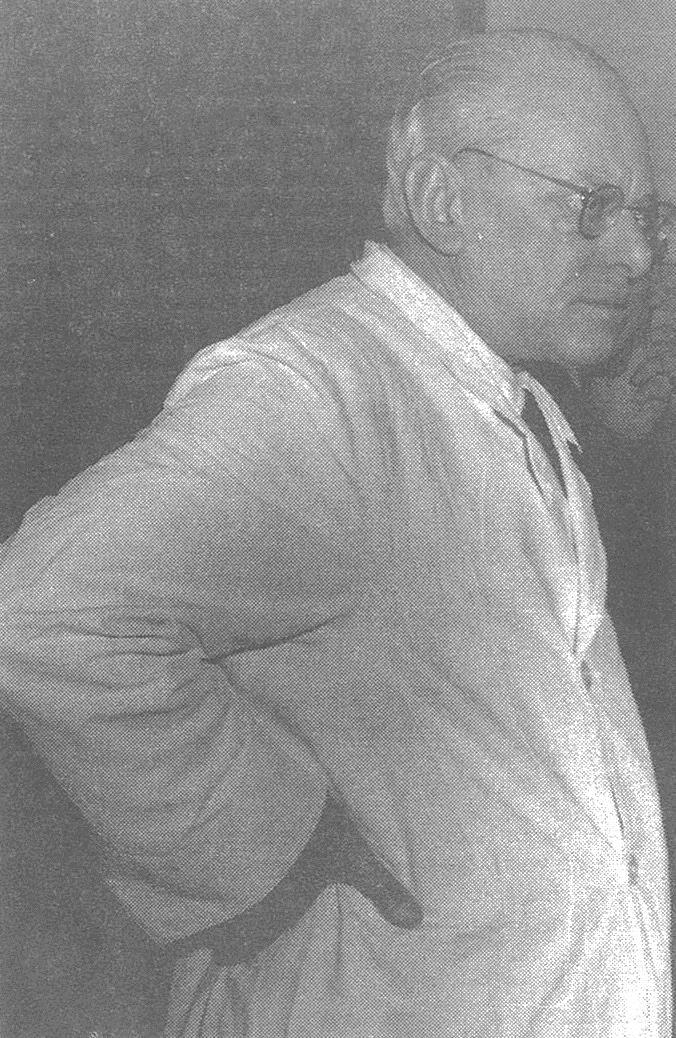
Prof. Pier Luigi Della Torre

## Biografia

### La famiglia e la giovinezza
Nacque nel 1887 a Sannazzaro de' Burgondi, in provincia di Pavia, all'anagrafe e al battesimo venne chiamato Pietro Luigi come i rispettivi nonni. I genitori Ernesto Della Torre e Teresa (Lina) Pedrazzini erano docenti in servizio presso le locali Regie Scuole; il padre era nativo della Lomellina, ma di antica famiglia di origine milanese, il nonno Luigi si era trasferito a Mezzana Bigli e successivamente a Pieve del Cairo, proveniente da Cassano d'Adda. Nella scuola post risorgimentale egemonizzata dalla massoneria anticlericale al padre Ernesto professore di lettere antiche e cattolico attivo nella politica e nell'associazionismo locale, legato ad amicizia col deputato Agostino Cameroni, col quale aveva organizzato scuole serali e corsi di alfabetizzazione per gli operai e i contadini, fu precluso l'insegnamento alle scuole superiori, dovette quindi ripiegare come direttore didattico e successivamente ispettore scolastico delle scuole dell'obbligo; nominato direttore didattico a Treviglio grazie all'amministrazione comunale cattolica di Giacomo Tiragallo, fu amico di don Luigi Sturzo e tra i primi aderenti al Partito Popolare Italiano. Fu uomo di profonda cultura umanistica e alla sua morte il figlio Pier Luigi dispose il lascito dei suoi libri al Collegio degli Angeli di Treviglio che gli dedicò una sala. La madre Lina, nata in una numerosa e umile famiglia di Pavia, presa sotto l'ala protettiva di un illustre professore dell'Università di Pavia assieme ad altre due sorelle, da ragazza si era trasferita in Francia, dove aveva potuto studiare diventando così una delle prime insegnanti femminili della scuola italiana. I genitori, conosciutisi in ambito scolastico si erano successivamente sposati a Milano nel 1886. 

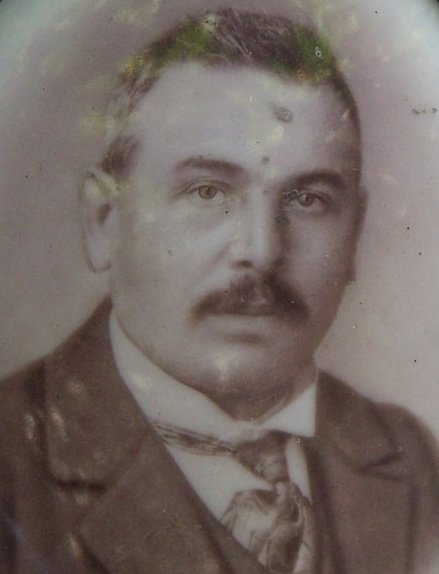
il padre prof. Ernesto Della Torre

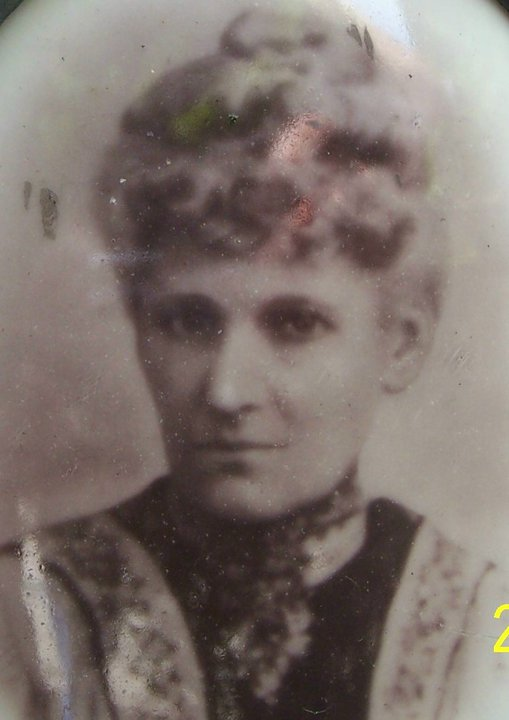
la madre ins. Teresa (Lina) Pedrazzini in Della Torre da Pavia

Chiamato familiarmente Luigi o col diminutivo Gino, fu il primo di sei figli (seguiranno Aristide nel 1888, Pierluigi nel 1891, Pietro nel 1892, Carla nel 1894, Cesare nel 1896) mostrando fin dalla più giovane età un'intelligenza viva e una spiccata propensione alla ricerca. Crebbe a Tortona, dove i genitori insegnavano, fino al 1906 quando la famiglia si trasferì a Treviglio a seguito della nomina del papà Ernesto a direttore delle Scuole Comunali. A Treviglio la famiglia partecipa alla vita parrocchiale e al movimento cattolico, stringendo rapporti anche con il canonico curato Pompeo Ghezzi. Dopo la maturità liceale conseguita brillantemente nel 1907 presso il Liceo classico Paolo Sarpi di Bergamo, si iscrive alla facoltà di medicina dell'Università degli studi di Pavia ed entra negli storici collegi che notoriamente ospitavano, ed ospitano tutt'oggi, studenti particolarmente meritevoli ed eccellenti. Fu ospite per quattro anni prima dell'Almo Collegio Borromeo, dal quale fu espulso a causa di una disputa teologica con l'allora rettore del collegio, per poi essere subito accettato grazie al suo eccellente livello di studio nel Collegio Ghisleri, fu inoltre allievo del premio Nobel Camillo Golgi. Durante gli anni universitari non disdegna l'attività sportiva distinguendosi particolarmente nel canottaggio, che praticava sul Ticino, nel tennis e nel calcio, come portiere della Trevigliese. Nella stessa squadra giocavano anche i fratelli Aristide, che poi andrà all'Hellas Verona, e Pietro. Si laureò a pieni voti nella prima sessione del 1913.

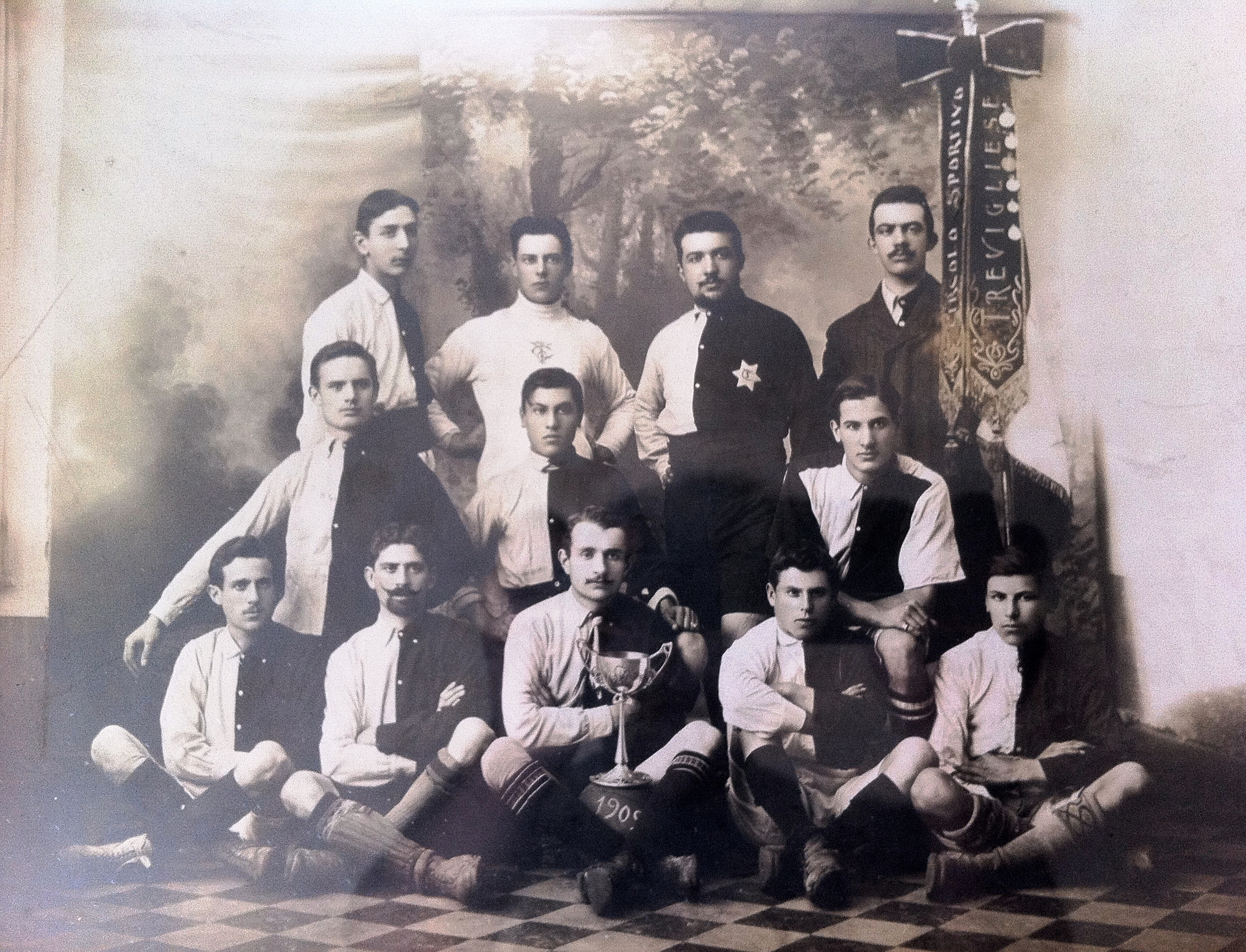
la Trevigliese nel 1909, il secondo in alto in maglia bianca è Pier Luigi Della Torre portiere, sotto di lui il fratello Aristide centravanti, sotto la bandiera in fondo a destra seduto il fratello Pietro terzino della squadra

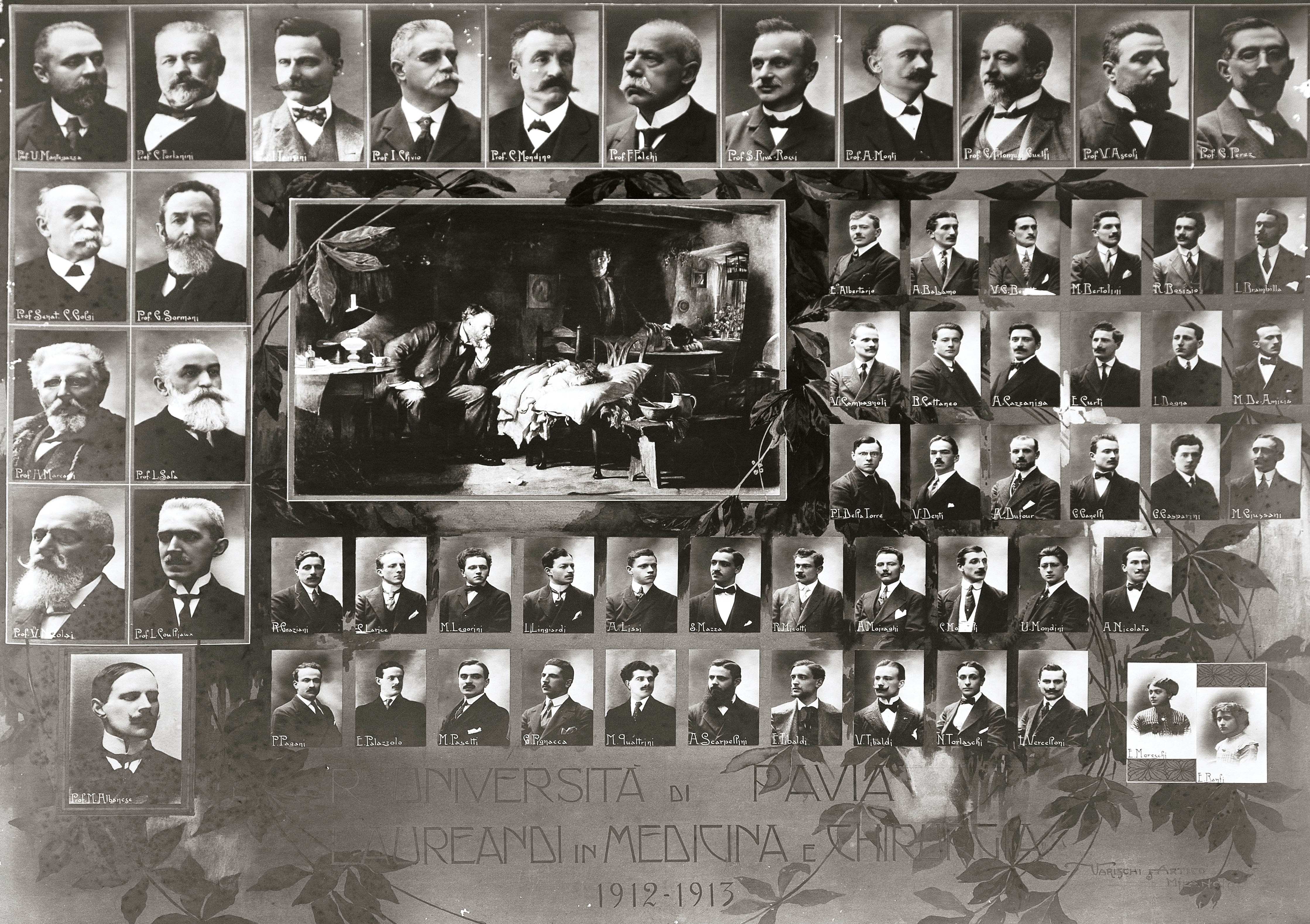
Laureati in medicina dell'Università di Pavia II sessione 1912 e I sessione 1913, Pier Luigi Della Torre è il primo della terza fila studenti

Nel 1892 la famiglia è funestata da un lutto, muore ad un solo anno di vita il fratellino Pierluigi, in memoria del quale in età adulta si farà chiamare lui Pierluigi. Nel 1911 giovanissimo muore il fratello Cesare a seguito di un trauma cranico provocato durante una partita di pallone, seguito pochi mesi dopo, nel 1912, dalla mamma Teresa a causa di un tumore alla mammella con metastasi cerebrale; è a seguito di questi eventi luttuosi che maturerà la scelta di specializzarsi nella chirurgia, e in particolare in quella neurocerebrale. Dopo la laurea perfezionò i suoi studi a Parigi dove collaborò con chirurghi illustri come il prof. Paul Lecène e dove conseguì la specializzazione e fu allievo del prof. Thierry de Martel (1875-1940) con il quale restò sempre in contatto. Successivamente fu anche a Ginevra, mentre a Milano fu collaboratore del prof. Stefano d'Este e a Pavia di Iginio Tansini (1855-1943).

### L'esperienza della Grande Guerra
Rientrato da Parigi a seguito dell'entrata dell'Italia nella prima guerra mondiale, venne chiamato alle armi come ufficiale medico di complemento in forza all'Ospedale Militare di Sant'Ambrogio di Milano dove giunge il 7 agosto 1915. Nello stesso ospedale incontrerà in servizio come sergente della Sanità il futuro Papa Giovanni XXIII. Il 27 dicembre 1916 venne mandato in prima linea in territorio dichiarato in stato di guerra presso il 90º Reggimento fanteria (Brigata Salerno) nella zona delle Alture di Polazzo - Lukatic, all'ospedale da campo n. 0148 sul fronte dell'Isonzo; viene promosso tenente il 27 maggio 1917. Il 16 agosto 1917 si trova a Redipuglia con il suo ospedale da campo e riceve un Encomio Solenne "per la calma e serenità dimostrata durante il bombardamento di Redipuglia". Tra settembre e ottobre è trasferito con la sua brigata a Feltre e successivamente nella seconda metà di ottobre nell'Alto Isonzo, settore di Monte Matajur dove la Brigata Salerno il 26 ottobre 1917 viene a contatto con i reparti germanici guidati da Erwin Rommel ed è travolta dagli eventi a seguito di Caporetto, seguendone la ritirata. Il 25 dicembre 1917 è trasferito in forza all'8º Reggimento bersaglieri e poi volontario negli Arditi, prestando servizio negli ospedali da campo della prima linea sul fronte del Piave, nel settore tra il Montello (colle) e Ponte di Piave. Nel 1918 durante la Battaglia del solstizio, fu decorato sul campo al Valor Militare, in località La Fossa, nella frazione di Sant'Andrea di Barbarana del comune di San Biagio di Callalta dove si trovava la sua postazione medica con la seguente motivazione: «Con calma e assiduità mirabili provvedeva a curare i numerosi feriti che affluivano al suo posto di medicazione, in zona molto battuta dal tiro avversario. In un momento difficile riuniva sulla linea di fuoco i leggermente feriti e alcuni sbandati, dando prova di nobile senso del dovere e di elevato spirito militare». All'ufficiale superiore che gli leggeva la motivazione rispose: "ho fatto il mio dovere di soldato, di medico e di italiano". Nei mesi successivi segue le vicende dell'8º Bersaglieri e il 4 novembre si trova acquartierato a Paradiso (UD). Nell'aprile 1919 viene trasferito a Padova alla direzione generale di Sanità della 4 Armata dove gli fu assegnata la direzione del reparto neurochirurgico di un ospedale militare, viene promosso Capitano e trasferito all'Ospedale da campo n. 020 il 1 maggio 1919, di stanza a Cittadella. L'esperienza della guerra lo tempra e lo segna anche professionalmente, oltre che umanamente, è infatti in questi anni, operando in situazioni di emergenza i soldati feriti al fronte, che sperimenterà e acquisirà buona parte delle sue conoscenze sulla trapanazione cranica e sulla chirurgia neurocerebrale. Viene inviato in licenza di congedo temporaneo il 5 ottobre 1919, dopo quasi un anno dalla fine delle ostilità, terminerà la sua carriera come militare nel secondo dopoguerra col grado di Tenente Colonnello.

### Lo studioso e il primario
Dal 1923 al 1957 fu direttore e primario dell'Ospedale di Treviglio. Di carattere schietto e di spirito libero e anti autoritario quale sempre si ritenne ed in effetti era, declinò nei primi anni 20 l'offerta di una cattedra universitaria in chirurgia generale presso l'Università di Siena poiché ciò avrebbe richiesto una sua adesione al PNF e al regime fascista, similmente non prese la cattedra presso l'Università di Pavia poiché gli veniva richiesta un'adesione alla massoneria. Ebbe invece la libera docenza presso l'Università di Genova e fu uno dei pionieri della neurochirurgia europea assieme al francese Thierry de Martel e allo svedese Axel Herbert Olivecrona (1891-1980), anche se poi altri in Italia si presero meriti che invece erano suoi. Fu anche il creatore di uno speciale lettino operatorio per facilitare le operazioni sul cranio con il paziente seduto. Nei primi anni 30 fu il promotore di un dispensario di cura neuropschiatrico per i meno abbienti, a Bergamo e a Treviglio, ebbe numerosissimi riconoscimenti da varie istituzioni scientifiche, italiane ed estere, e fu membro apprezzato di varie accademie, tra le quali l'Accademia di chirurgia di Bruxelles, della quale fu membro corrispondente, e dell'International College of Surgeons, l'organizzazione internazionale di chirurgia fondata nel 1935. Lasciò molti suoi scritti e studi all'Università di Pavia, ateneo che lo formò negli anni giovanili e al quale fu sempre legato.
Di idee liberaldemocratiche, vicino al Partito Liberale Italiano e non compromesso col regime fascista, divenne il primo sindaco di Treviglio alla Liberazione, dall'aprile 1945 fino al giugno 1946 recando in tale carica nella difficile transizione post bellica, doti di equilibrio, onestà e fermezza, minacciando le dimissioni se non si poneva fine agli atti arbitrari perpetrati da più parti, con richiesta unanime a ritirarle e attestazioni di stima  dal P.C.I. alla Prefettura, salvando dalle fucilazioni sommarie seguite al furore di quei giorni molte persone che gli tributeranno riconoscenza. Declinò l'invito a candidarsi alle successive elezioni che da più parti gli giungeva e si avvicinò negli anni '50 al socialismo democratico, ma rimanendo fondamentalmente un illuminato di centro, libero da condizionamenti e senza particolare connotazione politica.

### Gli ultimi anni di vita e il Lascito
Visse la propria professione con profonda passione e dedizione e, anche per questo motivo, rinunciò a farsi una famiglia propria. Si concesse rarissime volte delle vacanze che trascorreva recandosi in montagna a Bovegno in alta Val Trompia nel bresciano, presso il fratello Pietro che lì aveva uno stabilimento. Tra le sue passioni che lo distraevano dall'impegno professionale vi furono certamente la caccia con i cani e il tennis. Amante del bello e appassionato di arte, fu affezionato amico del pittore e poi sindaco di Treviglio Attilio Mozzi, suo fedele consigliere artistico e poi, successivamente dell'artista Trento Longaretti; mise insieme una notevole raccolta di opere che con lascito testamentario del 30 aprile 1960 il Prof. Pier Luigi Della Torre dispose di lasciare al Comune di Treviglio perché fosse istituito un museo intitolato ai suoi genitori, il Museo Ernesto e Teresa Della Torre, la seconda pinacoteca per importanza in provincia di Bergamo. Nella collezione vi sono, tra le altre, opere di Rembrandt, Guercino, Correggio, Giambono. Il museo è stato successivamente arricchito con altri lasciti. Fu inoltre un grande esperto e appassionato di tappeti orientali.
Ritiratosi a vita privata nel 1957, al compimento del settantesimo anno di età, con un piccolo screzio con l'amministrazione dell'Ospedale che non gli permise di restare come interino sino alla nuova nomina del successore come da prassi, preferendogli un esterno per motivi clientelari, trascorse gli ultimi anni della sua vita dedicandosi alla sua raccolta, con la sola compagnia della governante Giacomina Pesenti, originaria di San Giovanni Bianco, e del fedele cane Burtulì, un grosso pastore bergamasco dal pelo lungo bianco. Il Consiglio Comunale di Treviglio, nella seduta del 9 aprile 1960, demandava alla Giunta l'incarico di dimostrare al professore la gratitudine per l'opera prestata. Sofferente di un'aritmia cardiaca, con la lucidità che sempre lo contraddistinse, morì a Treviglio il 20 agosto 1963 diagnosticando da vero uomo di scienza la causa della propria morte, le sue ultime parole infatti furono: "mi è venuto un collasso, adesso muoio". I funerali si svolsero in forma solenne, gli furono tributati onori civili e militari con la presenza in armi di un picchetto d'onore del 68º Reggimento fanteria "Legnano", il gonfalone del Comune listato a lutto scortato dai vigili urbani, i labari delle A.V.I.S., dei Combattenti, delle associazioni d'Arma, del Istituto Nazionale del Nastro Azzurro, della Croce Rossa Italiana accompagnato da un gruppo di crocerossine in divisa, e partecipazione notevole di popolo.
È sepolto nel cimitero di Treviglio nella tomba di famiglia.
Dal 20 al 28 aprile 1968 si è svolta la prima esposizione del lascito con una mostra inaugurale della Pinacoteca Ernesto e Teresa Della Torre.
Nel 1973 L'Università di Pavia in occasione del decennale della sua morte ha tenuto un convegno-seminario sulla sua opera e sulla figura del prof. P.L. Della Torre come medico e studioso.
Nel 1979 il Comune di Treviglio gli ha intitolato una via nel centro storico e ha inaugurato nel vecchio ospedale, nel quale il professore per tanti lustri aveva esercitato come chirurgo, restaurato e riconvertito a centro culturale polifunzionale, la nuova sede del Museo Ernesto e Teresa Della Torre.
Il 14 e 15 settembre 2013 il Comune di Treviglio ne ha commemorato ufficialmente la figura in occasione del cinquantesimo anniversario della morte e della fondazione del museo.

## Onorificenze
Encomio solenne: "Per la calma e serenità dimostrate nell'adempimento professionale durante il bombardamento di Redipuglia". Ordine del Giorno n.288 del 16 agosto 1917, Ospedale da campo 0148.
Cittadinanza onoraria del comune di Vittorio Veneto riconosciuta a tutti i combattenti della Grande Guerra

## Opere
- Pier Luigi Della Torre, Contributo alla conoscenza dello emangioma cavernosum ipertrophicum (Ziegler) a sede encefalica, F. Vallardi, Milano, 1915.
- Pier Luigi Della Torre, Paul Lecène, Compendio di medicina operatoria; traduzione italiana di Pier Luigi Della Torre, con aggiunte, appendice originale e nuove illustrazioni di Stefano d'Este, Milano, Società editrice libraria, 1916.
- Pier Luigi Della Torre, Silvio Palazzi, A proposito di un caso di sinusite proliferante poliosa dell'antro d'Highmoro con ritenzione di corpi estranei / per il dott. Silvio Palazzi ed il dott. Pier Luigi Della Torre, Milano; Varese, A. Nicola, 1920.
- Pier Luigi Della Torre, Chirurgia dell'ipofisi, Milano, 1923.
- Pier Luigi Della Torre, Istituzione di una sala neurochirurgica nell'Ospedale di Treviglio, Bergamo, Tip. Orfanotrofio,  1934.